# Derobrachus
Derobrachus es un género de escarabajos longicornios de la tribu Prionini.

## Especies
- Derobrachus agyleus Buquet, 1852
- Derobrachus apterus Bates, 1879
- Derobrachus asperatus Bates, 1878
- Derobrachus brevicollis Audinet-Serville, 1832
- Derobrachus chemsaki Santos-Silva, 2007
- Derobrachus cusucoensis Santos-Silva et al., 2018
- Derobrachus digueti Lameere, 1915
- Derobrachus dohrni Lameere, 1911
- Derobrachus drumonti Santos-Silva, 2007
- Derobrachus geminatus LeConte, 1853
- Derobrachus granulatus Bates, 1884
- Derobrachus hovorei Santos-Silva, 2007
- Derobrachus inaequalis (Bates, 1872)
- Derobrachus leechi Chemsak & Linsley, 1977
- Derobrachus lingafelteri Santos-Silva, 2007
- Derobrachus longicornis (Bates, 1872)
- Derobrachus megacles Bates, 1884
- Derobrachus procerus Thomson, 1860
- Derobrachus smithi Bates, 1892
- Derobrachus sulcicornis LeConte, 1851
- Derobrachus thomasi Santos-Silva, 2007
- Derobrachus wappesi Santos-Silva, 2007